# Semecarpus neocaledonica
Semecarpus neocaledonica är en sumakväxtart som beskrevs av Adolf Engler. Semecarpus neocaledonica ingår i släktet Semecarpus och familjen sumakväxter. Inga underarter finns listade i Catalogue of Life.